# .222 Rimmed

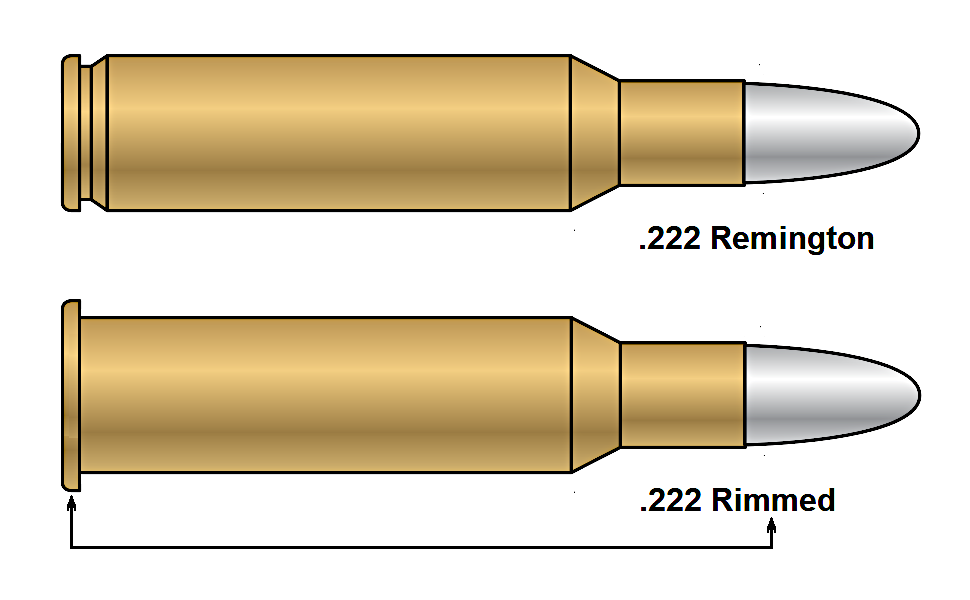
Um .222 Rimmed comparado
ao .222 Remington original.

O .222 Rimmed é um cartucho de fogo central para rifle em forma de "garrafa", originário da Austrália na década de 1960 como um cartucho para rifles de tiro único, particularmente o Martini Cadet. O desempenho é semelhante ao do .222 Remington no qual se baseia, no entanto, as cargas devem ser reduzidas, pois as paredes dos estojos de latão são geralmente mais espessas. A extração de estojos carregados a pressões mais altas pode ser difícil devido ao método de extração ineficiente utilizado pelo rifle Martini Cadet.
Os estojos e cartuchos já carregados foram originalmente produzidos pela "Super Cartridge Company". O estojo agora está disponível também na "Bertram Bullet Company" ou pode ser feito usando estojos 5,6x50mmR da RWS.
O .222 Rimmed também foi usado como um "estojo pai" para cartuchos wildcat, semelhantes aos baseados no .222 Remington, como as versões com aro do .17 Mach IV, o .17-222 e o .20 VarTarg.